# Rompeprop
Rompeprop est un groupe de goregrind néerlandais, originaire d'Eindhoven. Le groupe est formé en 2001, et compte au total deux albums, deux splits, et un EP.

## Biographie
Le groupe est formé en 1999 à Eindhoven, lors d'une rencontre entre Jores (batterie), Dente (guitare) et Steven (chant), qui partageront les mêmes goûts musicaux. Inspiré par les chansons de groupes comme Utopie, Impetigo ou Haemorrhage, le groupe commence à répéter, mais ne se consolide réellement que deux ans plus tard avec l'arrivée du bassiste Michiel. Les premières représentations scéniques du groupe s'effectuent en 2001 lors du festival Fuck the Commerce et au célèbre club Dynamo à Eindhoven. Immédiatement après leur performance, le groupe signe avec le label Dismemberment Records. Ils publient ensuite l'EP Menstrual Stomphulk (Bizarre Leprous). En 2002, le groupe effectue de nombreux concerts à succès. 
En mars 2003, le groupe perce avec la sortie de son premier album studio, Hellcock's Porn Flakes. Dès ce moment, ils sont bien accueillis par la presse spécialisée, et Mortician les invite même à une tournée américaine en 2004. Dans le même temps, l'ancien chanteur, Steven, est contraint de quitter le groupe, incapable de concilier obligations professionnelles et apparitions dans le groupe, qui mèneront à des problèmes de santé. Avant, le groupe enregistre un split, Just a Matter of Splatter, avec Tu Carne. Les membres restants partent et le groupe recrute la chanteuse Dentemu avant de retourner sur scène comme trio. Leur première apparition en trio s'effectue au Just Killers Just No Fillers Fest en Allemagne. En 2006, le groupe enregistre un split intitulé Masters of Gore avec GUT, publié au label polonais Everydayhate. Après un autre changement de formation (en 2007, Rob rejoindra Bonebag à la place de Michiela à la basse), le groupe entame une tournée internationale, avec notamment un concert au Mexique, passant par la Colombie ou même l'Inde. 
En 2011, le groupe enregistre son dernier album studio, Gargle Cummics publié au label tchèque Bizarre Leprous. Le groupe est souvent invité à tous les festivals de musique extrême, comme l'Obscene Extreme en République tchèque, la Fekal Party et le Bloodshed Festival aux Pays-Bas. En avril 2016, le groupe annonce sa séparation et reste inactif en 2017. 

## Style musical
Le style musical du groupe s'oriente goregrind, un dérivé du grindcore. En raison de leurs paroles explicites, leur genre est souvent considéré comme du pornogrind. Malgré cela, les paroles du groupe ne jouent pas un rôle important dans leur musique.

## Membres

### Derniers membres
- Dirty Dr Dente (Dennis Claus) - chant
- Bonebag Rob - basse
- Jor'es Du True - batterie

### Anciens membres
- Steven Smegma - chant
- Michiel the Menstrual Mummy - basse

## Discographie
- 2001 : Menstrual Stomphulk (EP)
- 2003 : Hellcock's Porn Flakes
- 2004 : Just a Matter of Splatter (split avec Tu Carne)
- 2006 : Masters of Gore (split avec GUT)
- 2010 : Gargle Cummics